# Il lungo silenzio
Il lungo silenzio è un film del 1993 diretto da Margarethe von Trotta, scritto e prodotto da Felice Laudadio.

## Trama
Carla Aldrovandi è una ginecologa, e suo marito Marco Canova, un magistrato in prima linea. L'esistenza di Carla è dominata e condizionata dal terrore, aggravato da frequenti minacce, che il giudice - impegnato in una complessa indagine sulla cooperazione allo sviluppo e su un sofisticato traffico d'armi scaturita da una precedente inchiesta sulle tangenti - possa essere assassinato da un momento all'altro. Cosa che puntualmente si verifica e che spinge Carla, dopo i primi momenti di prostrazione, a reagire e a non arrendersi, nel tentativo di giungere alla verità e di spezzare insieme ad altre donne nella sua stessa condizione il muro del silenzio.

## Critica
"Non era mai accaduto che un regista italiano pensasse a raccontare il destino delle mogli di quei magistrati che nell’Italia tragica conducono una vita blindata, prigionieri delle misure di sicurezza, e che tuttavia vengono ammazzati: di queste donne si ha la percezione soltanto quando diventano vedove, e soltanto come di figure dolenti, luttuose. Margarethe von Trotta ha pensato a loro: alla loro esistenza in cui ogni rapporto è falsato e paralizzato dalla presenza della scorta, dalla mancanza di libertà e intimità, dall’incombere delle minacce di morte, dalle mille cose rischiose non dette in una finzione di normalità quasi peggiore della drammatizzazione, dall’avvilimento di scoprire se stesse come persone querule, questuanti, invocanti dal marito prudenza e un poco più di tempo." (Lietta Tornabuoni, La Stampa)

## Riconoscimenti
- 1993 - David di Donatello
  - Nomination Migliore attrice protagonista a Carla Gravina
- 1993 - Globo d'oro
  - Migliore attrice a Carla Gravina
  - Migliore sceneggiatura a Felice Laudadio
  - Migliore musica a Ennio Morricone
  - Nomination  Miglior fotografia a Marco Sperduti
- 1993 - European Film Awards
  - Nomination Migliore attrice a Carla Gravina
- 1993 - Montreal World Film Festival
  - Prix d'interprétation féminine a Carla Gravina
  - Premio del pubblico
  - Premio OCIC